# استنكار الذات
استنكار الذات هو شَّجْب الذات عن طريق الانتقاص من قيمتها والتقليل من شأنها، أو بالإفراط في التواضع. يمكن استخدامه في الفكاهة والتخفيف من التوتر.

## كوسيلة للدفاع عن النفس
اقترح فلاسفة الرواقية استنكار الذات كجواب على الشتائم، فبدل اتخاد موقف دفاعي يجب المشاركة بإهانة نفسنا أكثر. حسب الرواقيين هذا سيفقد الإهانة قوتها، وسيخيب أمل محاورنا لأننا لم نظهر حزنا مقابل الكلمات التي كانت يجب أن تؤذينا، ولهذا يقل احتمال محاولته إحزاننا مرة أخرى.

## كعنصر من الأدب
في الثقافة الإنجليزية-البريطانية التقليدية يرتبط استنكار الذات بالتواضع. يعتبر التواضع من القيم الحميدة وغالبا ما يقارن بإظهار الثقة في النفس بشمال أمريكا، والذي قد يعتبر تفاخرا، وهذه هي الحالة في المملكة المتحدة، إيرلندا، أستراليا ونيوزيلندا حيث التبجح مكروه. يعتبر التقليل من الذات سلوكا إنجليزيا نمطيا يُظْهِر التهذيب عن طريق إعطاء الأولوية لشخص آخر.

## في الكوميديا
يعتبر استنكار الذات جزء لا يجزء من فكاهة الكوميديين الأمريكيين مثل وودي آلن، مايك بيربيغليا، براين ريغن، هانيبال بوريس، بو بورنهام، لويس سي.كي.، رودني دانجيرفيلد، لاري ديفيد، فيليس ديلر، تينا فاي، نيثن فيلدر، جيم غافيجان، زاك غاليفياناكيس، كيفن هارت، ليزلي جونز، دون نوتس، ديفيد ليترمان، بيرني ماك، جيم نورتن، كونان أوبراين، ريتشارد بريور، جوان ريفرز، إيمي شومر، ديفيد سبيد،جون ستيوارت، راي رومانو، وروبن ويليامز.